# Mare de Déu de Turbidé
La Mare de Déu de Turbidé és una ermita romànica llombarda de meïtat segle xii, situada al municipi de Les Paüls, dins de la Franja de Ponent a la comarca de la Ribagorça a l'indret conegut com a Vilarué.
La seva planta és una nau i absis cilíndric amb arcuacions cegues. La portalada és dovellada de mig punt.
El seu estat és correcte i ha esat restaurada.